# Новограц, Майкл
Майкл Новограц — американский трейдер, управляющий хедж-фонда, бывший владелец инвестиционной компании Fortress Investment Group, общественный деятель. Генеральный директор Galaxy Investment Partners, ориентирующейся на криптовалютных инвестициях в Bitcoin и Etherium. Являлся долларовым миллиардером по версии Forbes вплоть до финансового кризиса 2007—2008 годов, впоследствии восстановил утраченные позиции по результатам успешного инвестирования в криптоактивы.

## Биография
Родился 26 ноября 1964 года. Вырос в Алегзандрии (штат Вирджиния). Был третьим ребенком в многодетной семье (7 детей). Отец — Боб Новограц, участник Army Black Knights, удостоенный премии Кнута Рокне в 1958 году. Обучался в Fort Hunt High School. В школе занимался борьбой. В 1986 и 1987 годах был квалифицирован Национальной ассоциацией студенческого спорта для участия в национальных чемпионатах по борьбе. Получил статус бакалавра искусств по экономике.
После завершения службы в Национальной гвардии штата Нью-Джерси начал работу в банке Goldman Sachs в 1989 году. В 1992—1999 гг. проживал в Азии в связи с работой в банке. В начале получил должность продавца Goldman Sachs в Токио в 1992 году, затем был переведен Гонконг для организации работы представительства Goldman Sachs. Был избран партнером в Goldman в 1998 году. Впоследствии являлся руководителем отделения Goldman Sachs по Латинской Америке.
В марте 2002 года присоединился к работе Fortress Investments. Спустя 5 лет принял участие в IPO данной инвестиционной компании. Во время IPO компания продала 8 % акций публичным инвесторам на 600 миллионов долларов США. Перед вступлением в полномочия директора Fortress Credit Corporation Новограц работал в качестве директора по информационным технологиям Macro Funds в Fortress Investment Group LLC. Хотя цена акций возросла до 35 долларов США во время IPO, к 3 декабря 2008 года она опустилась до 1,87 долларов США после того, как произошли массовые снятия средств со стороны Novogratz' Drawbridge Global Macro.
Губернатор Нью-Йорка Дэвид Пэтерсон назначил Новограца на пост члена Совета директоров Парка Хадсон. Также он работает членом Федерального резервного банка Нью-Йоркского консультативного комитета по финансовым рынкам. Входит в правление Acumen Fund, NYU Langone Medical Center, Princeton Varsity Club, Boards of Creative Alternatives, PAX, School for Strings, The Jazz Foundation of America.
В октябре 2015 года покинул Fortress Investments.
В 2017 году заявил, что 20 % его капитала находилось в Биткойне и Эфире. На тот момент это было 250 миллионов долларов США.
Galaxy Digital Holdings Ltd. стала одной из немногих криптовалютных компаний, публикующих официальную финансовую отчетность. За первые девять месяцев 2018 года компания потеряла 136 миллионов долларов в результате криптовалютной торговли.
В 2017 году Galaxy Digital смогла привлечь 80 миллионов долларов США инвестиций для финансирования технологий компании Bitfury.

## Личная жизнь
Вместе с женой Дорой имеет 4 детей.
В 2006 году Новограц купил элитный особняк у Роберта де Ниро за 12,5 миллионов долларов США.